# Illes Inaccessibles

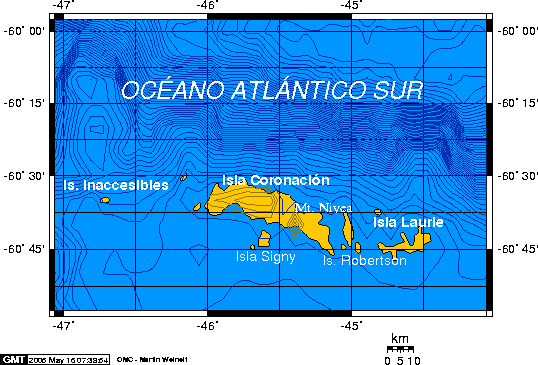
Mapa de situació de les Illes innaccessibles, a l'oest d'illa Coronació.

Les Illes Inaccessibles són un grup d'illes que van dels 120 m als 215 m. Es tracta de les més occidentals de les Illes Òrcades del Sud i es troben a unes 20 milles a l'oest de l'Illa Coronació a l'Antàrtida. Són considerades part del Territori Antàrtic Britànic pel Regne Unit i part de la Província de Terra del Foc per Argentina.

## Descobriment
Van ser descobertes el 6 de desembre de 1821 pel capità George Powell, un segeller britànic a la balandro James Monroe, encara que és possible que siguin les "illes Seal" que ja havia vist Nathaniel Palmer un any abans. Van ser anomenades així per Powell per la seva aparent inaccessibilitat.

## Zona important d'aus
BirdLife International ha identificat les illes com una de les Àrees importants per a la conservació de les aus (IBA) perquè donen suport a una gran colònia reproductora de fulmars australs (50.000 parelles). Altres ocells que nien al lloc inclouen pingüins carablancs (1.000 parelles) i corbs marins antàrtics (100 parelles).